# Ebbe Gørtz
Ebbe Gørtz, född 3 juli 1886, död 30 april 1976, var en dansk militär.
Ebbe Gørtz blev officer vid infanteriet 1907, överste 1933, generalmajor och chef för generalstaben 1937, divisionschef 1941, generallöjtnant och chef för generalkommandot samma år och var 1945–1946. Efter officerarnas internering hösten 1943 under tyskarnas ockupation av Danmark ställde sig Gørtz i spetsen för personal ur armén för att bilda förband, som vid det tyskt sammanbrott skulle träda fram och upprätthålla ordning. Senare gick denna organisation upp i motståndsrörelsen och underställdes Danmarks Frihedsraad. I oktober 1944 blev Gørtz efter framställning från det allierade högkvarteret, designerad som överbefälhavare för de danska motståndsstyrkorna i händelse att dessa skulle framträda öppet. Vid det tyska sammanbrottet i maj 1945 blev han överbefälhavare över de danska motståndsstyrkorna.